# Oleg Shelayev
Oleh Mykolayovych Shelayev (Lugansk, Ucrania, 5 de noviembre de 1976) es un profesional jugador de fútbol de Ucrania para FC Metalist Járkov.

## Carrera
Oleh Shelayev juega en la posición de centrocampista defensivo y fue el capitán de su equipo de club, el FC Dnipro Dnipropetrovsk. En diciembre de 2008, el club le prestó sus servicios al FC Kryvbas. Al final de la temporada 2008-09, firmó con el FC Metalist Járkov.

## Selección nacional
Ha sido internacional con la Selección de fútbol de Ucrania, ha jugado 36 partidos internacionales y ha anotado 1 gol.

### Participaciones en Copas del Mundo
| Mundial                        | Sede     | Resultado   |
| ------------------------------ | -------- | ----------- |
| Copa Mundial de Fútbol de 2006 | Alemania | 4° de final |

## Clubes
| Club                  | País    | Año       |
| --------------------- | ------- | --------- |
| Zarya Lugansk         | Ucrania | 1993-1996 |
| Shakhtar Donetsk      | Ucrania | 1996-1999 |
| Dnipro Dnipropetrovsk | Ucrania | 1999      |
| Metalurh Donetsk      | Ucrania | 2000      |
| Dnipro Dnipropetrovsk | Ucrania | 2000-2008 |
| FC Kryvbas Kryvyi Rih | Ucrania | 2009      |
| FC Metalist Járkov    | Ucrania | 2009-2014 |